# Pirca

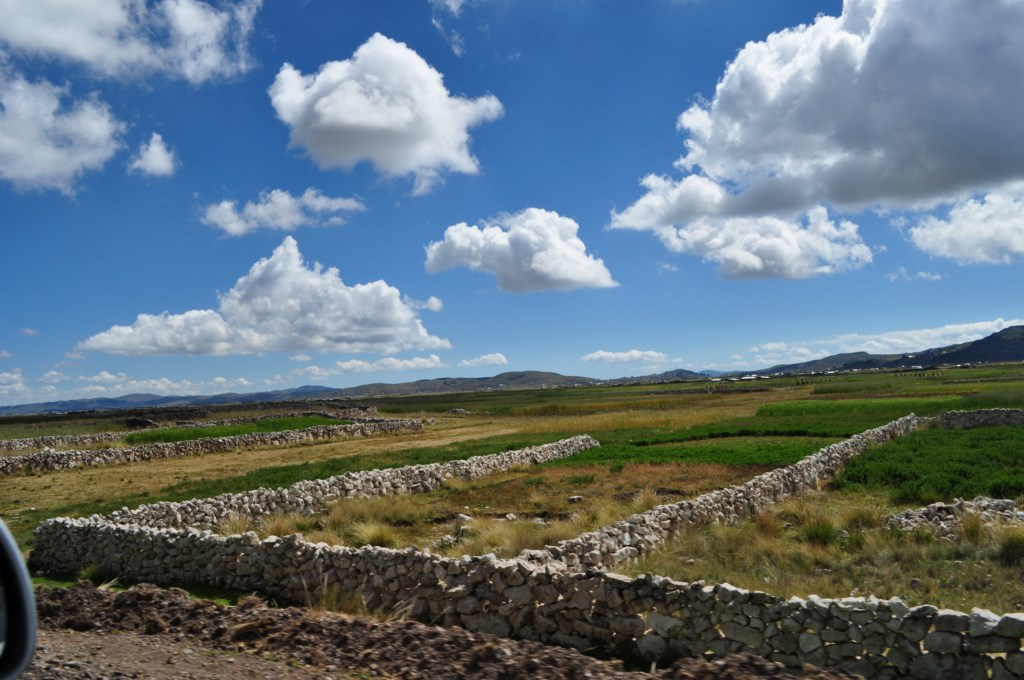
Cultivos con muros de pirca en Puno, Perú

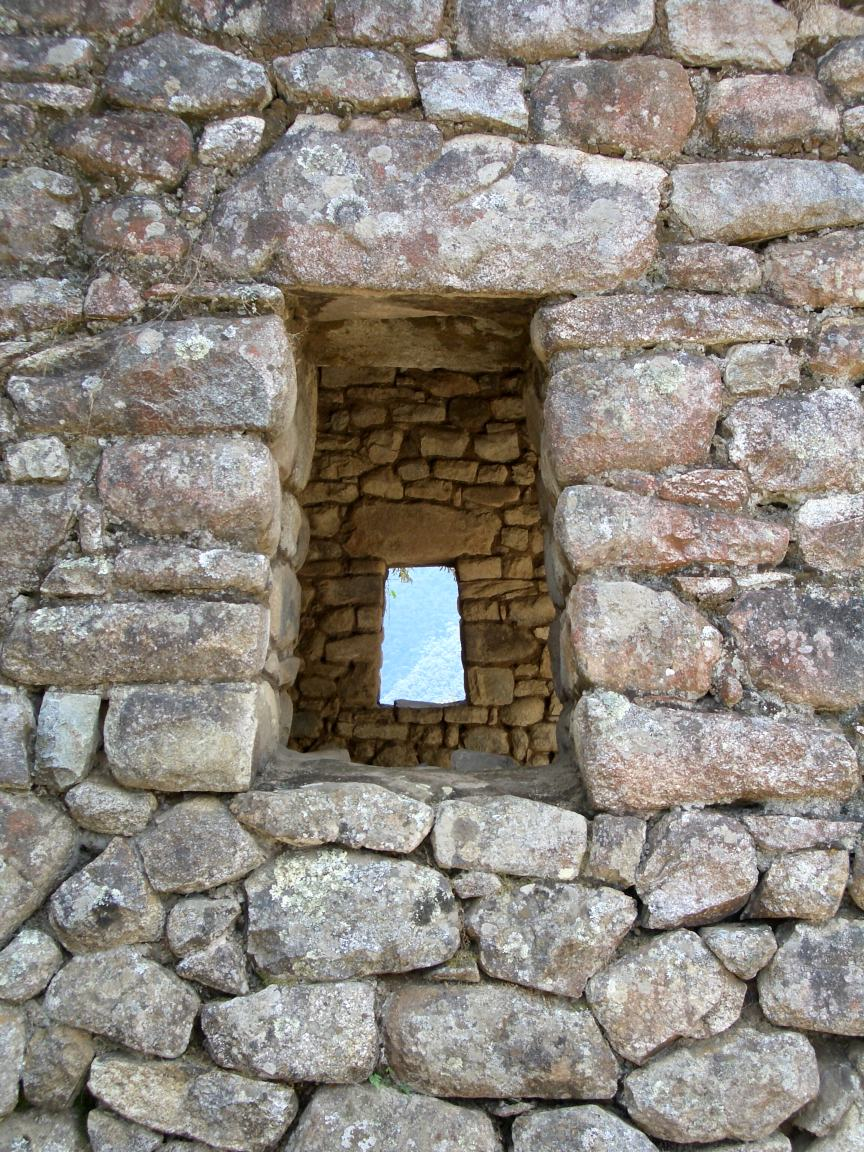
Detalle de ventana en ciudadela de Machu Picchu

Una pirca o dialectalmente pilca [cita requerida] (del vocablo quechua pirqa) es un muro de construcción rústica y baja altura, realizado con piedras sin labrar calzadas sin el uso de mortero, utilizado por los pueblos andinos. El uso de pircas (pirqakuna en quechua) fue extendido por el imperio inca, aunque fue tomado de sociedades precedentes.

## Historia
Las pircas fueron utilizadas por culturas preíncas como las amaichas, colalaos, tombones, quilmes. Luego de la conquista de los Incas, esta técnica de construcción se extendió por todo el Tahuantinsuyo, sobre todo para la construcción de caminos. En la costa peruana usaron pircas de adobes (Tika en Runa Simi) de tierra, tal como aparecen en Pachacámac (Lima); Chan Chan (Trujillo). En la región andina hay edificaciones de tres pisos de pircas de piedra como en Rapayán Huari, en la Selva alta, hay pircas de piedra en Kuélap.

## Usos
Como muro de contención: para la construcción de caminos y senderos, o de terraplenes o canchones (espacio cerrado por muros de adobe) para el cultivo. 
Como muro divisorio: construcción de recintos para la división de parcelas, corrales para animales, depósitos para la contención de semillas, etc., protección de los árboles contra los animales, o como base para las construcciones residenciales.

## Técnica de construcción
Se utilizan piedras del entorno simplemente apoyadas de diversos tamaños y formas, las cuales al estar convenientemente encastradas no requieren el rellenado de los intersticios y el sostén complementario que brindaría un mortero o argamasa en un muro de mampostería convencional.

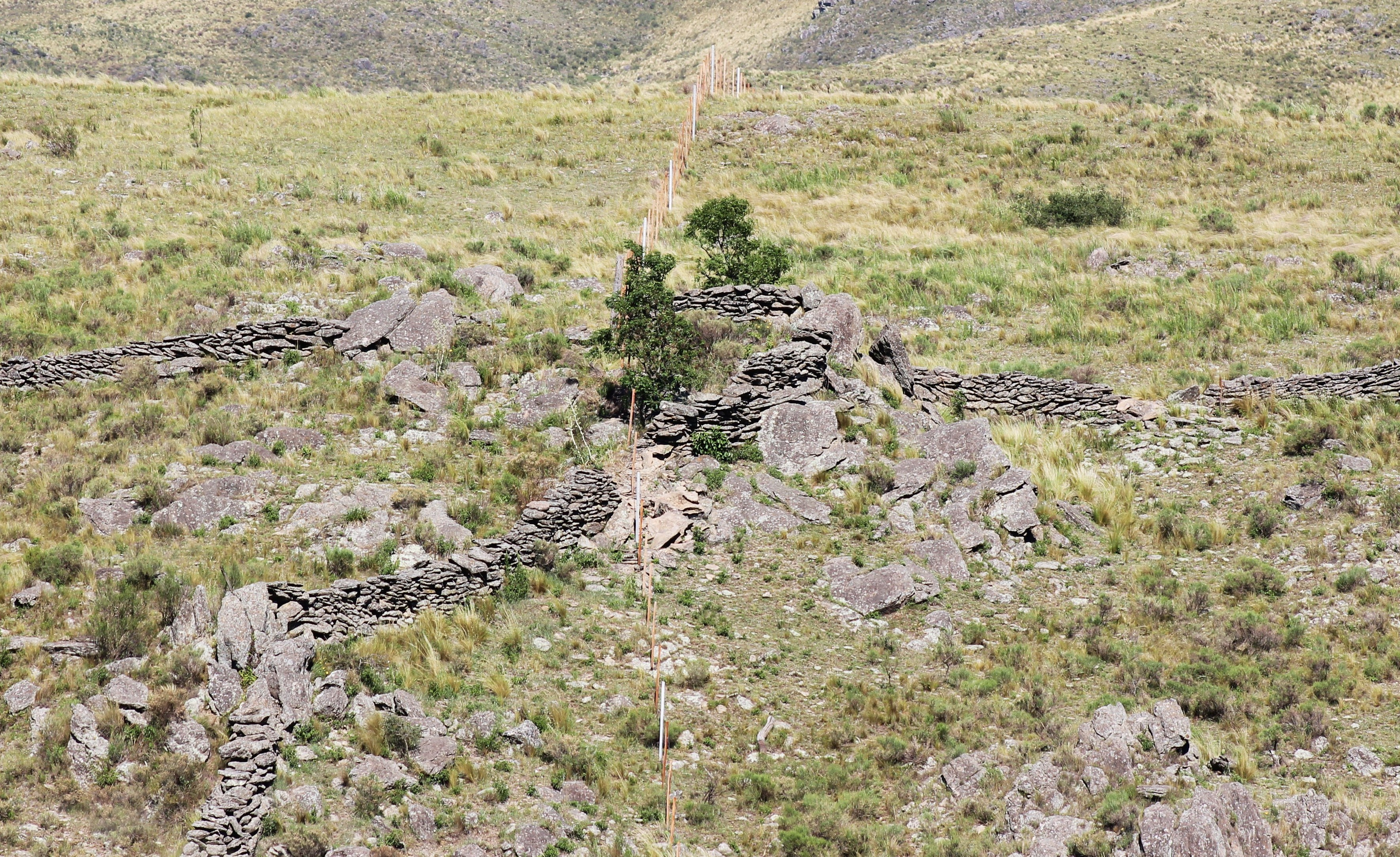
Pircas de más de cien años son reemplazadas por alambrados en las Sierras de Córdoba, Argentina.

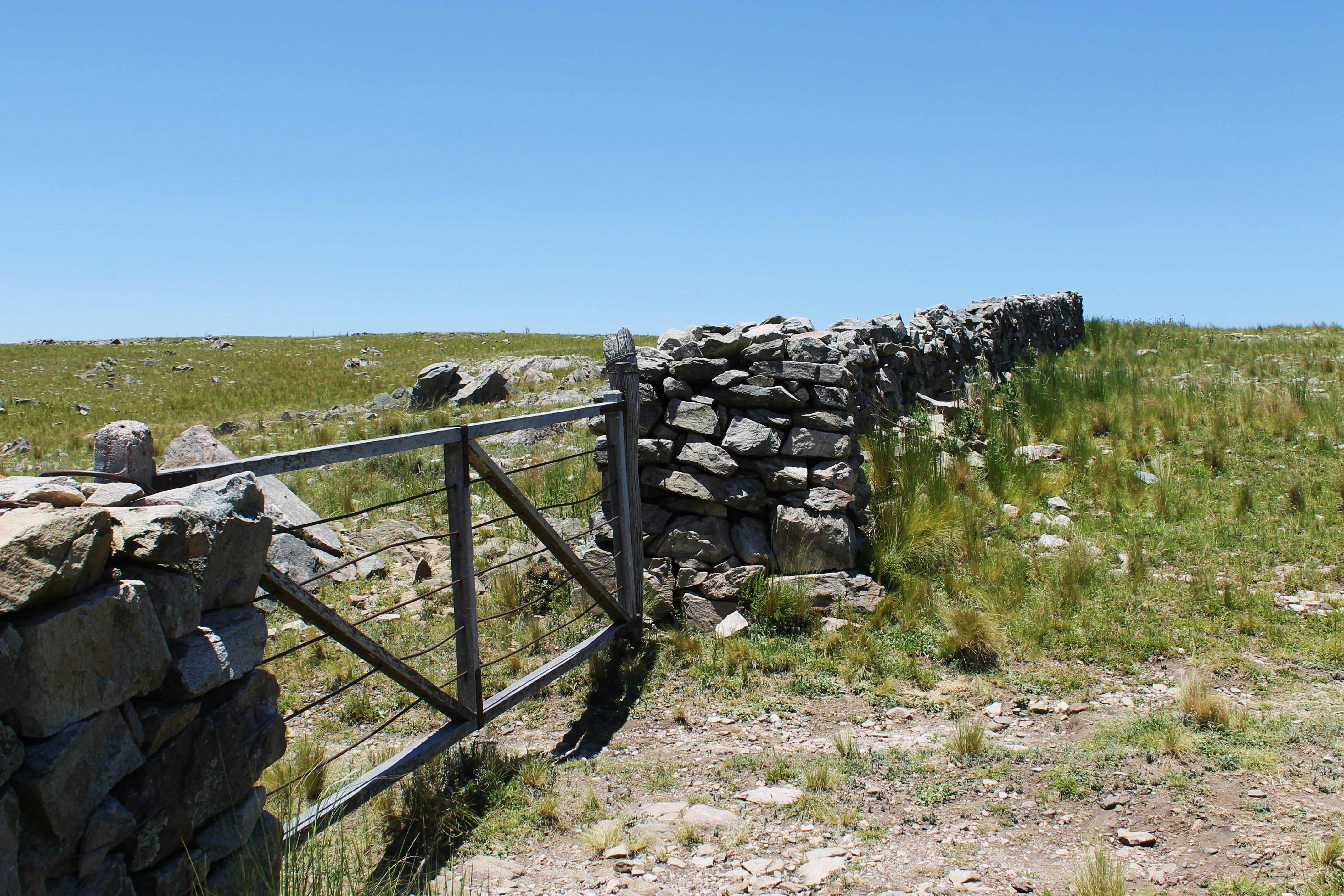
Pirca en San Luis